# Dvärggalago
Dvärggalago (Galago senegalensis) är en art inom släktet Galago som har sitt naturliga habitat i Afrikas buskmarker. 
Längden på kroppen är mellan 16 och 20 centimeter, svansen är mellan 23 och 25 centimeter. Nyfödda ungar är bara 58 millimeter. Vikten är mellan 100 och 300 gram hos vuxna och hos nyfödda ungar endast 15 gram.

## Föda
Dvärggalagons föda under regntiden består till största delen av insekter, till exempel skalbaggar och olika larver. Vanligen fångar den insekterna genom att kastar sig över dem och tar dem med sina klor. Dvärgalagon är även snabb nog för att kunna ta ödlor och möss. Fågelägg och fågelungar ingår också i födan, då dvärggalagon plundrar fågelbon om den hittar ett.
I dvärggalagons födoval ingår under regntiden också olika blommor och frukter, pollen och nektar, samt honung från vilda bin. Under torrtiden lever dvärggalagon på en magrare kost. Den fångar spindlar och termiter om den kan hitta några, men den viktigaste födan för dvärggalagon under torrtiden är kåda från akacia och albiziasläktet och dvärggalagon överlever bara i områden där dessa träd växer.

## Levnadssätt
Dvärggalagon blir könsmogen vid 8 månaders ålder. Parningstiden infaller vid slutet av regntiden och dräktighetstiden är 4 månader. Vanligen får dvärggalagon bara en eller två ungar per dräktighet, men någon gång kan den få tre.

## Galagon och människan
Dvärggalagon är inte svår att fånga och många folk i Afrika har haft dem som husdjur. 1940 visade det sig att en epidemi av gula febern spreds med hjälp av galagoer. Det visade sig att de kan bära på det virus som orsakar sjukdomen, utan att själva bli sjuka. Myggor suger upp viruset från galagoer och kan därefter överföra det till människor.